# Apteronomus bordaensis
Apteronomus bordaensis är en insektsart som beskrevs av Johann Gottlieb Otto Tepper 1892. Apteronomus bordaensis ingår i släktet Apteronomus och familjen Gryllacrididae. Inga underarter finns listade i Catalogue of Life.